# Исаије Митровић
Исаије Митровић (Брчко, 27. мај 1880 — Београд, 4. март 1949) био је српски књижевник, педагог, родољуб и хуманиста. Његов књижевни опус је изузетно широк и обухвата скоро све књижевне области: поезију за дјецу и одрасле, прозу, есејистику, етнологију, драмске текстове, новинске чланке и историјске осврте.

## Биографија
Исаије Митровић рођен је 27. маја 1880. године у Брчком. Отац му се звао Спасоје Митровић, имао је надимак „Високи“, због изразите висине, а био је занатлија, поријеклом из Херцеговине; мајци је било име Петра. Имао је два брата Марка и Миленка, и сестру Лепу. Рано су остали без оца па је бригу о њима преузела мајка.
Основну и трговачку школу завршава у Брчком, а потом одлази у Пакрац као стипендиста Црквене општине у Брчком и 1902. завршава Српску учитељску школу. Животни пут неће га више вратити у Брчко. Иако поријеклом из грађанске породице, већи дио живота провео је на селу. Као учитељ је почео радити одмах по свршетку школе. Прво намјештење било му је 1902. у Говеђем пољу код Славонске Пожеге, 1903. године прелази у Језеро, од 1904 до 1906. ради у Бихаћу, да би наредне две године 1907. и 1908. као учитељ радио у Гламочу. У Гламочу се оженио са Стаком Наерловић, дјевојком из угледне гламочке трговачке породице, са којом је имао седморо дјеце, четири сина: Бору, Светозара, Војислава (Владислава) и Бранка, и три кћерке: Лепу, Смиљку и Бранку. Од 1909. године до 1919. године као учитељ службује у Старом Селу код Гламоча, а сљедеће три године је у Гламочу, а од 1922. до 1929. године живи и ради у Приједору. Потом прелази у Бању Луку гдје остаје до пензионисања 25. децембра 1939. године. До доласка у Гламоч Митровић ради у настави, а у Гламочу управља основном школом. Управитељ у основној школи је био и у Бања Луци, затим члан и предсједник Учитељске секције Врбаске бановине, водитељ драмске и хорске секције, а једно вријеме је ангажован и на мјесту потпредсједника за науку и културу у Врбаској бановини.
Професор Предраг Лазаревић био је ученик у школи којом је Исаије Митровић управљао, и о њему и о том времену каже:
„Та школа у којој је он радио прво је носила назив Друга мушка основна школа, а онда је мењала назив па је постала Мешовита школа, па је и трећи пут променила назив и постала Прва огледна основна школа у Бања Луци. Ја као да га сад гледам, био је човек низак растом, одмерен, у опхођењу према људима био је врло тактичан и мек, без надмености или непристојног понашања. Он је поштовао положаје, водио је рачуна о свему, код њега је све било под конац… Он је био националиста, један заиста национално опредељен човек, не националиста шовиниста (далеко од тога!), него онај националиста који воли своју духовност и коме је та духовост блиска. Писао је доста лепе и патриотске песме.“
Указом краља Александра I Карађорђевића од 8. августа 1926, одликован је Орденом Светог Саве V реда. За вријеме Другог свјетског рата Исаије Митровић као избјеглица одлази у Београд гдје остаје до смрти, 4. марта 1949. године. Нарушеног здравља он није поживио дуго. Посебно је био погођен сазнањем да ни једна од његових пјесама за дјецу није била прикладна у новим друштвено-политичким приликама. Сахрањен је у Београду на Новом гробљу. Једна улица у Бањој Луци носи његово име.

## Књижевни рад
За живота је објавио 25 књига, а своје радове публиковао је и у око 150 различитих листова, часописа и годишњака.